# مقاطعة سفونة
مقاطعة شغونة أو سفونة أو (نقحرة: سافونا) (بالإيطالية: Provincia di Savona)‏، مقاطعة في إقليم لغرية شمال غرب إيطاليا عاصمتها مدينة شغونة.
مساحتها 1545 كلم ² ومجموع سكانها حوالي 283.218 ساكن وبها 69 بلدية.
تحدها من الغرب مع مقاطعة إمبرية، وشمالا إقليم بيمُنتة (عند مقاطعة كونية ومقاطعة أستي ومقاطعة ألساندريا)، شرقا مقاطعة جنوة، وتطل جنوبا على بحر لغرية.